# 에우사우로스파르기스

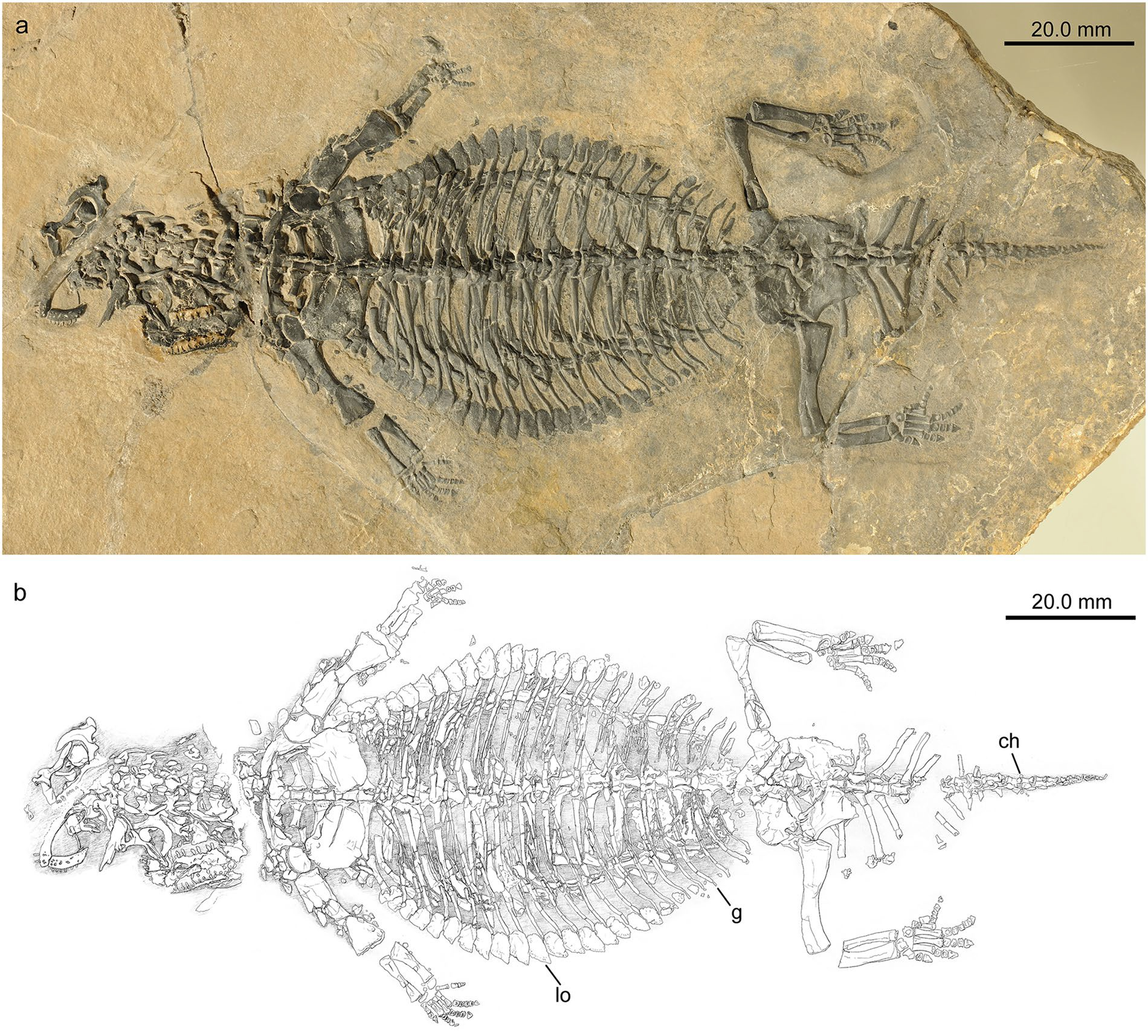

에우사우로스파르기스(학명:Eusaurosphargis dalassoi)는 도마뱀아목에 헬베티코사우루스과에 속하는 도마뱀이다. 지금은 멸종된 종으로서 전체적인 몸길이가 2~3m인 거대한 도마뱀에 속한다.

## 특징
에우사우로스파르기스는 디아프스 파충류의 멸종된 속종으로 이탈리아 북부 베사노 형성과 스위스 남동부의 프로산토 형성에 의해 알려져 있다. 단일종인 에우사우로스파르기스 달사소이(Eusaurosphargis dalsassoi)를 함유하고 있다. 에우사우로스파르기스 달사소이(BES SC 390)의 홀타입은 분리되었지만 밀접한 관련이 있는 것으로 발견된 한 개인의 부분적인 골격이다. BES SC 390은 베사노 포메이션(그렌즈비투멘존)의 카바 디 베사노의 오일 셰일로부터 수집되었다. 이 석호 침대는 몬테 산 조르지오에 있는 침대와 맞먹는데 아니시안과 라디니아 국경까지 거슬러 올라가면 아마도 이 곳의 최신 아니시안인이며 약 2억 4천 3백만년 전 미들 트라이아스기의 침대와 같은 것이다. 니콜 클라인과 올리버 J. 시첼슈미트(2014년)는 그들이 에우사우로스파르기스 sp에 언급했던 불분명한 유해를 묘사했다. 이 유골들은 보센벨트 포메이션의 네덜란드 윈터스위크 채석리 3세로부터 수집된 것으로 아시안 말기에 만들어진 것이다. 에우사우로스파르기스는 2003년에 스테파니아 노소티와 올리비에 리펠에 의해 처음 설명되고 명명되었으며 종류는 에우사우로스파르기스 달사소이다. 총칭은 그리스와 유럽 연합에서 유래되었으며 이는 '진실/웰', '마법사'를 뜻하는 사우로스와 그리고 가죽백거북의 옛 속명인 스파르기스에서 유래되었는데 이는 홀로타입이 없어져 미스터리로 여겨지는 세손인 사우로스파르기스와 유사한 점이 많다. 사우로스파르기스 자체의 이름처럼 거북이와 다른 파충류 사이의 겉보기에는 과도해 보이는 에우사로스파르기스의 특징도 언급하고 있다. 달사소이는 밀라노 자연사 박물관에서 BES SC 390의 중요성을 최초로 깨달은 고생물학자 크리스티아누 달 사소를 기리고 있다. 에우사우로스파르기스는 원래 설명에서 계통생성 분석에 처음 포함되었다. 노소티와 리펠(2003)은 그것을 헬베티코사우루스의 자매 택손으로서 회복시켰고 사우로스파르기스(홀로타입이 없어진 사람)에 대해 이용할 수 있는 문헌의 설명에 근거해 같은 층에 떨어지는 것으로 간주했다. 이 그룹은 탈라토사우루스폼과 용각류 동물로 구성된 쇄골의 자매 집단인 것으로 밝혀졌다. 사우로스파르기스의 해부학은 시노사우로스파르기스의 잘 보존된 표본과 비교함으로써 마침내 규명되었고 그 결과 사우로스파르기스는 더 이상 명목상의 두비움으로 간주되지 않아 혈전학적 분석에 포함될 수 있었다. 리 외 연구진(2011년)은 사우로스파르기스와 시노사우로스파르기스를 발견해 에우사우로스파르기스와 헬베티코사우루스와는 별개의 쇄도를 형성하는 것을 발견했는데 이들이 사우로스파르기스라고 불렀다. 다음의 클래도그램은 에우사우로스파르기스, 헬베티코사우루스 및 알려진 모든 사우로스에 프하르기드 종을 포함하는 Li et al.(2014)의 계통생성학적 분석 후에 단순화된다. 이크티옵테리지 제거/포함된 것이 위상에 가장 큰 영향을 미치는 것으로 확인되었다. - 에우사우로스파르기스+의 위치를 전환함헬베티코사우루스와 탈라토사우루스목(Talattosauriformes)이 우거져 있고 어소롭테리지아 내에서 여러 세자의 위치를 변경하고 있는데 이는 보이지 않는다. 에우사우로스파르기스는 등과 배쪽이 좌우로 넓게 확장되어 있으며 그에 비해 머리는 작은 편이다. 또한 꼬리가 길게 늘어나 있으며 다리는 같은 크기의 도마뱀에 비해선 작은 특징이 있다. 같은 친척인 헬베티코사우루스와 같이 에우사우로스파르기스는 바다의 생활에 적응하여 살아갔던 바다 도마뱀에 속한다. 또한 양턱에는 총 15~25개의 삼각형 모양을 가진 이빨을 가지고 있다. 먹이로는 당대에 서식했던 작은 물고기, 갑각류, 무척추동물을 주로 잡아먹고 살았던 육식성의 도마뱀으로 추정되는 종이다.

## 생존시기와 서식지와 화석의 발견
에우사우로스파르기스가 생존했던 시기는 중생대의 트라이아스기 초기로서 지금으로부터 2억 4500만년전~2억 2000만년전에 생존했었던 종이다. 생존했었던 시기에는 유럽을 중심으로 하는 대서양, 북극해, 지중해에서 주로 서식했었던 도마뱀이다. 화석의 발견은 2003년에 유럽의 트라이아스기에 형성된 지층에서 유럽의 고생물학자들에 의하여 처음으로 화석이 발굴되어 새롭게 명명된 종이다.

## 같이 보기
- 파충류
- 중생대
- 트라이아스기
- 화석